# Gonomyia (Leiponeura) metallescens
Gonomyia (Leiponeura) metallescens is een tweevleugelige uit de familie steltmuggen (Limoniidae). De soort komt voor in het Australaziatisch gebied.